# Desert Mounted Corps

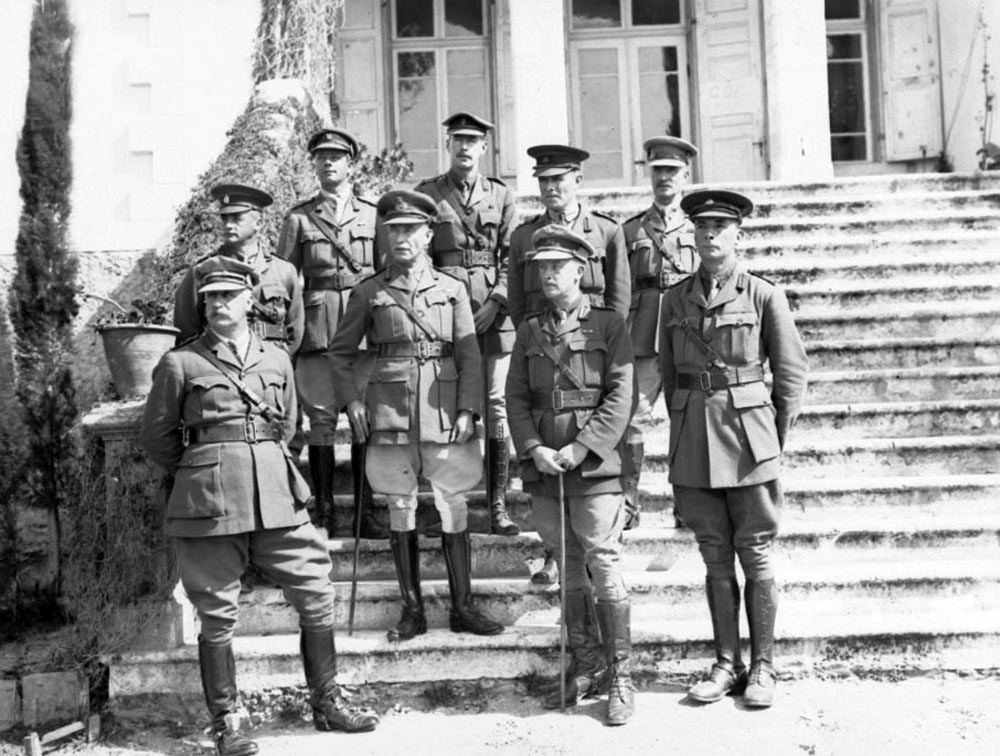
Stab des Desert Mounted Corps in Rechovot, Palästina, März 1918

Das Desert Mounted Corps, ursprünglich Desert Column genannt, war ein Korps der British Army im Ersten Weltkrieg, das als Teil der Egyptian Expeditionary Force an der Palästinafront gegen die Truppen des Osmanischen Reiches und dessen Verbündeter kämpfte. Es wurde im Dezember 1916 als Desert Column unter Philip Chetwode in al-Arisch auf dem Sinai aufgestellt und erstmals in der Schlacht von Magdhaba im selben Monat eingesetzt. Nach der Übernahme des Kommandos durch Harry Chauvel wurde die Desert Column von zwei auf drei Divisionen erweitert und im August 1917 in Desert Mounted Corps umbenannt. Das Korps spielte eine wichtige Rolle in den Schlachten der Ende Oktober 1917 begonnenen Südpalästinaoffensive, bei den Operationen am Jordan und in Transjordanien und den Operationen in Nordpalästina und Syrien bis zum Kriegsende 1918. Nach dem Kriegsende wurden Einheiten des Korps unter anderem während der Revolution in Ägypten 1919 eingesetzt. Im Juni 1919 wurde das Korps aufgelöst.

## Geschichte

### Desert Column, Dezember 1916 bis August 1917

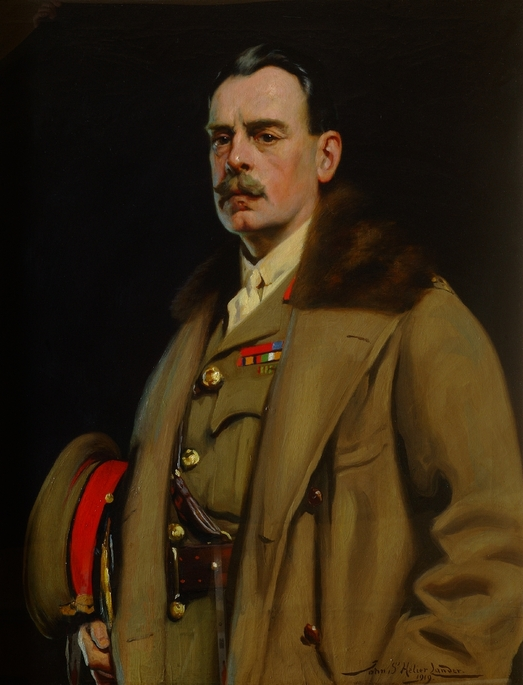
Philip Chetwode, Gemälde von 1919

Die Desert Column wurde im Dezember 1916 als Teil der Eastern Force der Egyptian Expeditionary Force unter Lieutenant-General Philip Chetwode aufgestellt. Sie umfasste zu Beginn folgende Verbände:
- 42nd (East Lancashire) Division (Major-General Sir William Douglas)
- 52nd (Lowland) Division (Major-General Wilfrid Smith)
- ANZAC Mounted Division (Major-General Harry Chauvel)
- Imperial Camel Corps Brigade (Brigadier-General Clement Leslie Smith)

Diese hatten zuvor in der Schlacht von Romani Anfang August 1916 die osmanischen Truppen auf dem Sinai unter Friedrich Kreß von Kressenstein zurückgeschlagen und waren in der Folge bis al-Arisch vorgedrungen. In der Folgezeit war die Infrastruktur zur Unterstützung und Versorgung der Truppen auf dem Sinai (Eisenbahn und Wasserpipeline) schrittweise ausgebaut worden, was es den Briten erlaubte, im Dezember 1916 wieder die Offensive aufzunehmen.
In der Schlacht von Magdhaba am 23. Dezember 1916 wurde zunächst die britische Position landeinwärts von al-Arisch erweitert. Anschließend begann der Vormarsch auf Rafah im heutigen Gazastreifen. In der Schlacht von Rafah am 9. Januar 1917 vernichtete die Desert Column die osmanische Garnison in der Grenzstadt Rafah. Am 28. Februar wurde Chan Yunis ohne Gegenwehr eingenommen.
In der ersten Schlacht um Gaza (26. März 1917) trat die Desert Column wie folgt an:
- 53rd (Welsh) Division (Major-General Alistair Dallas)
- ANZAC Mounted Division (Major-General Harry Chauvel)
- Imperial Mounted Division (Major-General Henry Hodgson)

In dieser Schlacht wäre ihr beinahe die Einnahme der wichtigen Stadt Gaza gelungen, aber wegen eintretender Dunkelheit und Nachrichten über näherrückende osmanische Verstärkungen wurde der Verband zurückgezogen. Nach der Schlacht wurde die Desert Column als rein berittener Verband reorganisiert.
In der zweiten Schlacht um Gaza (17.–19. April 1917) trat die Desert Column wie folgt an:
- ANZAC Mounted Division (Major-General Harry Chauvel)
- Imperial Mounted Division (Major-General Henry Hodgson)

Sie sollte die rechte Flanke der angreifenden Infanterieeinheiten decken und anschließend die Verfolgung aufnehmen. Dieser Plan misslang. In der Folge wurde die gesamte Egyptian Expeditionary Force (EEF) neu organisiert. Zuerst wurde der Befehlshaber der Eastern Force, Charles Macpherson Dobell, durch Chetwode abgelöst, dem Harry Chauvel als Befehlshaber der Desert Column folgte. Chauvel, der somit der erste Australier wurde, der ein Korps befehligte und in den Rang eines Lieutenant-General befördert wurde, erhielt die Erlaubnis zu Bildung einer neuen Yeomanry Mounted Division, die seiner Streitmacht unterstellt wurde. Zugleich wurde die Imperial Mounted Division in Australian Mounted Division umbenannt. Die Desert Column bestand nun aus drei berittenen Divisionen zu je drei Brigaden anstatt zuvor zwei Divisionen zu vier Brigaden. Als Nächstes wurde im Juni der Oberbefehlshaber der EEF, Archibald Murray, durch Edmund Allenby abgelöst. Allenby baute die EEF in der Folge in zwei Infanterie- und ein berittenes Korps um. Die Umbenennung der Desert Column in Desert Mounted Corps trat am 12. August in Kraft.

### Desert Mounted Corps, August 1917 bis Oktober 1918

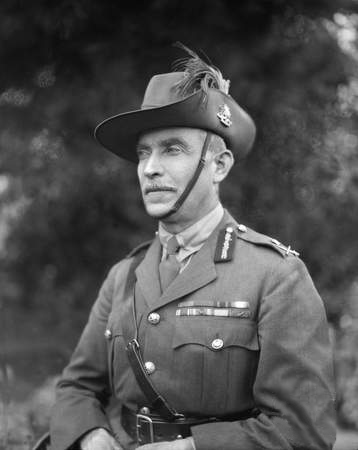
Harry Chauvel

Allenby plante umgehend eine Offensive, die zur Einnahme von Gaza führen sollte. Dabei kam dem Desert Mounted Corps (DMC) eine besondere Rolle zu, es sollte (mit Unterstützung von Teilen des XX Corps) das landeinwärts gelegene Beerscheba (heute Be’er Scheva in Israel) angreifen und so die osmanische Verteidigung an der Gaza-Linie in Unordnung bringen. Die Operation wurde minutiös geplant, sie umfasste einen Marsch über 100 Kilometer offenes Gelände durch die Negev-Wüste.
Die am 31. Oktober begonnene Schlacht von Beerscheba wurde ein voller Erfolg, die über 4000 Mann umfassende osmanische Garnison von Beerscheba wurde zerschlagen und musste sich ungeordnet zurückziehen. In der Folge gewannen die Briten die dritte Schlacht um Gaza (1.–7. November) und nahmen die Verfolgung auf. In den Verfolgungskämpfen verlor die osmanische Armee tausende Soldaten, so allein in der Schlacht von El Mughar am 13. November 10.000 Gefangene. In der zweiten Novemberhälfte und Anfang Dezember war das Desert Mounted Corps an den Operationen beteiligt, die zur Einnahme von Jerusalem am 9. Dezember führten.
Anfang 1918 gelang die Einnahme von Jericho im Jordantal. Ende März und Anfang April waren Einheiten des DMC an dem Angriff auf Amman in Transjordanien beteiligt. Im April und Mai 1918 wurde das DMC reorganisiert: Die Yeomanry Mounted Division wurde aufgelöst und ihre Einheiten an die Westfront verlegt. An ihre Stelle traten die 4th Cavalry Division und 5th Cavalry Division der Britisch-Indischen Armee. Ende April und Anfang Mai folgte der zweite Raid auf Transjordanien. Beide Angriffe wurden von den Türken abgewehrt. Am 14. Juli gewann das DMC die Schlacht von Abu Tellul gegen eine osmanische Division.
Am 19. September 1918 begann mit der Schlacht bei Megiddo die entscheidende Operation des Krieges. Teile des DMC (Chaytor’s Force) führten in dieser Zeit den dritten, diesmal erfolgreichen Transjordanien-Angriff, bei dem Amman erobert wurde. Die beiden indischen Divisionen nahmen an der eigentlichen Palästinaschlacht teil. Am 1. Oktober wurde Damaskus von Einheiten des DMC eingenommen, das danach von arabischen Aufständischen unter Faisal und T. E. Lawrence besetzt wurde. Die geschlagene osmanische Armee wurde anschließend bis nach Nordsyrien verfolgt, bis der Waffenstillstand von Moudros am 31. Oktober in Kraft trat.

## Gedenken
In Australien wurden mehrere Denkmäler für das Desert Mounted Corps errichtet. Zu nennen sind das Desert Mounted Corps Memorial (früher Light Horse Memorial) in Albany, Western Australia, und das Desert Mounted Corps Memorial auf der ANZAC Parade, Canberra. Ersteres war 1932 in Port Said, Ägypten, erbaut worden, dann aber während der Suezkrise von 1956 zerstört worden. 1964 wurde es in Albany wiederaufgebaut. Bei dem Denkmal in Canberra handelt es sich um eine Kopie dieses Denkmals.

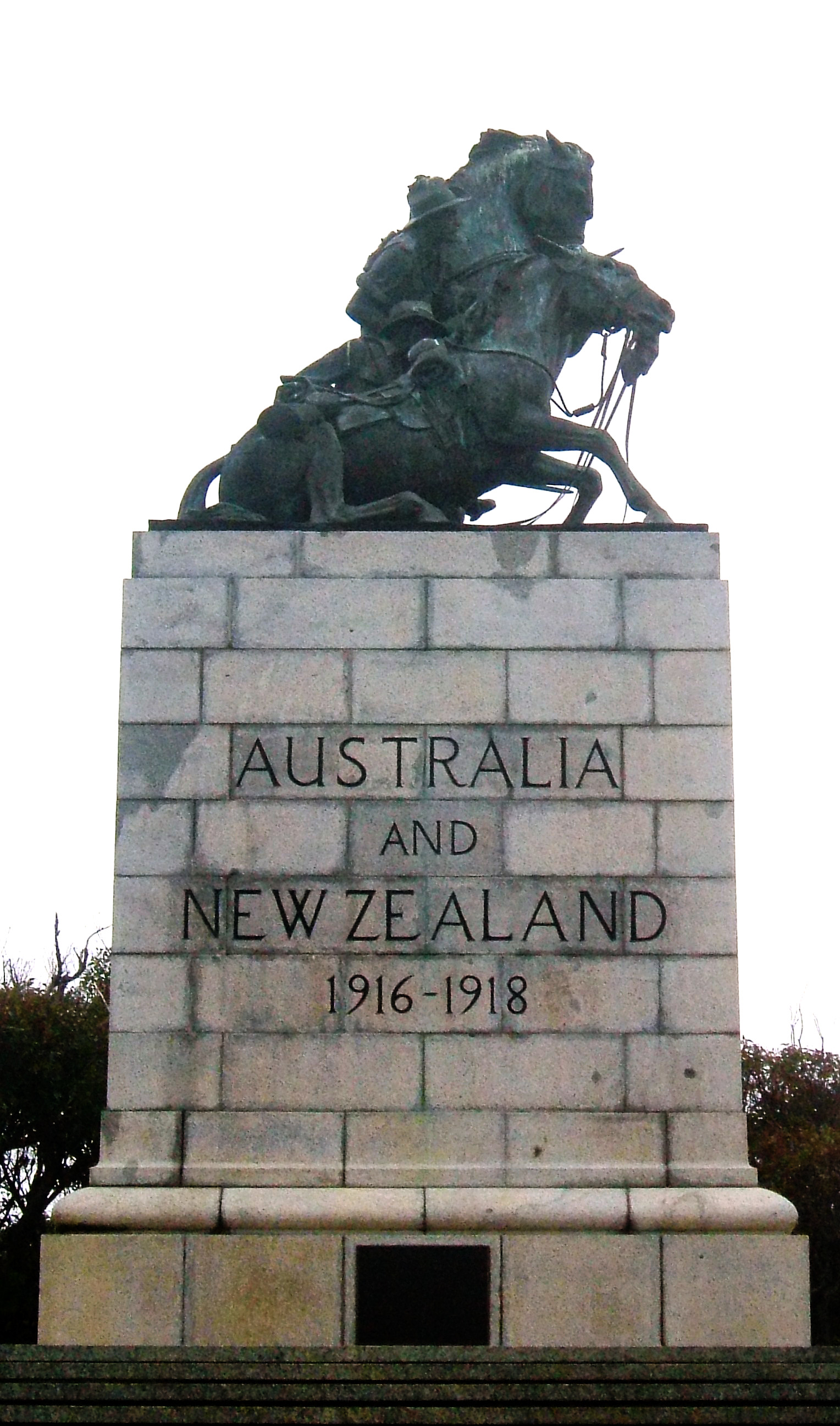
Desert Mounted Corps Memorial in Albany, Australien
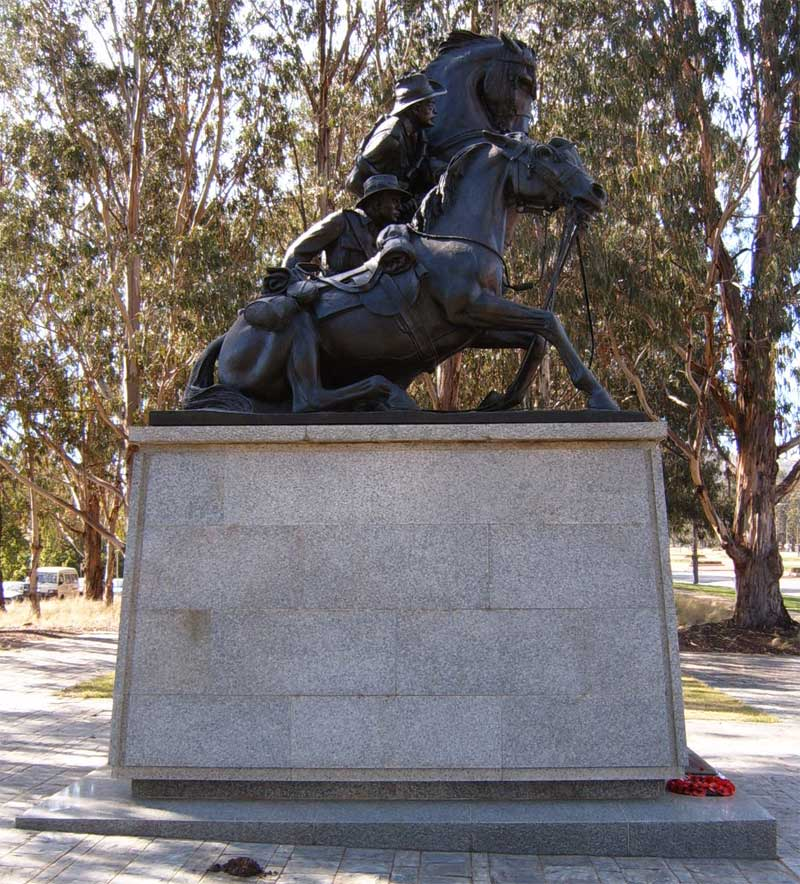
Desert Mounted Corps Memorial auf der ANZAC Parade, Canberra
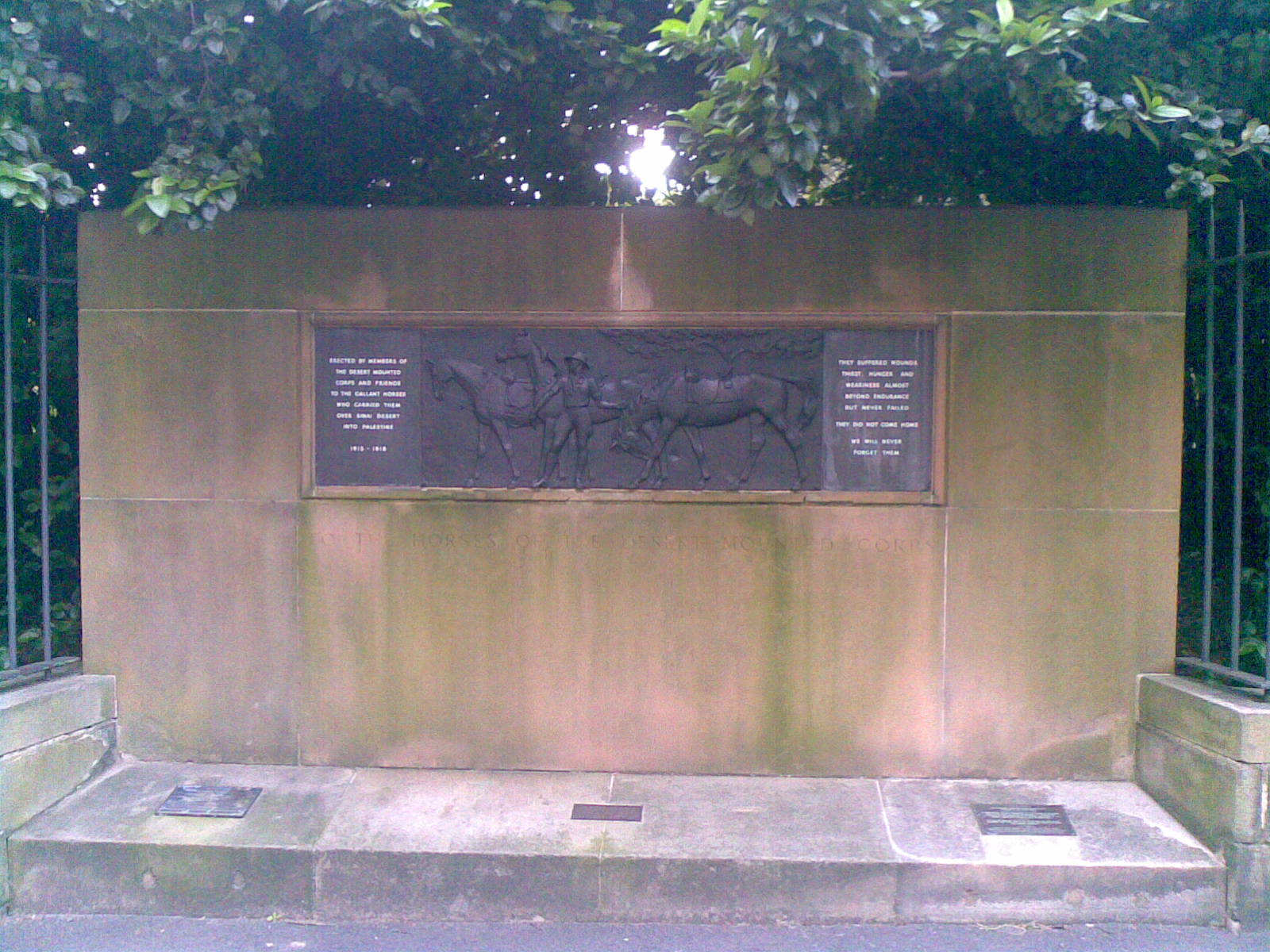
Desert Mounted Corps Horse Memorial in Sydney

Ein Gedenktag für das Korps ist der Beersheba Day, begangen am 31. Oktober.

## Film
Der Spielfilm The Lighthorsemen (Australien, 1987, Regie: Simon Wincer) erzählt die Geschichte der australischen Beteiligung an der Schlacht von Beerscheba.